# 北カルヤラ県
北カルヤラ県（きたカルヤラけん、フィンランド語: Pohjois-Karjala、スウェーデン語: Norra Karelen、カレリア語: Pohjas-Karjalan muakundu）は、フィンランドの行政区。カルヤラの部分を英語読みし、北カレリア県とも書かれる。
北側にカイヌー県、北西に北サヴォ県、南西に南サヴォ県、南カルヤラ県、東にロシアのカレリア共和国と接する。
県庁はヨエンスー。2.1万平方kmの面積があり、人口はおよそ16万。
カルヤラ地方（カレリア地方）はロシアと接しており文化の経由点となっている。カルヤラはその距離ゆえ冬戦争と継続戦争でソ連とフィンランドが互いに争奪する地域となり、戦後多くの部分がソ連に割譲されてしまったものの、北カルヤラは割譲をまぬかれた。
湖沼と森林の多い土地柄であり、コリ国立公園などの国立公園がある。コリ国立公園およびピエリネン湖を含む一帯はユネスコの生物圏保護区に指定されている。

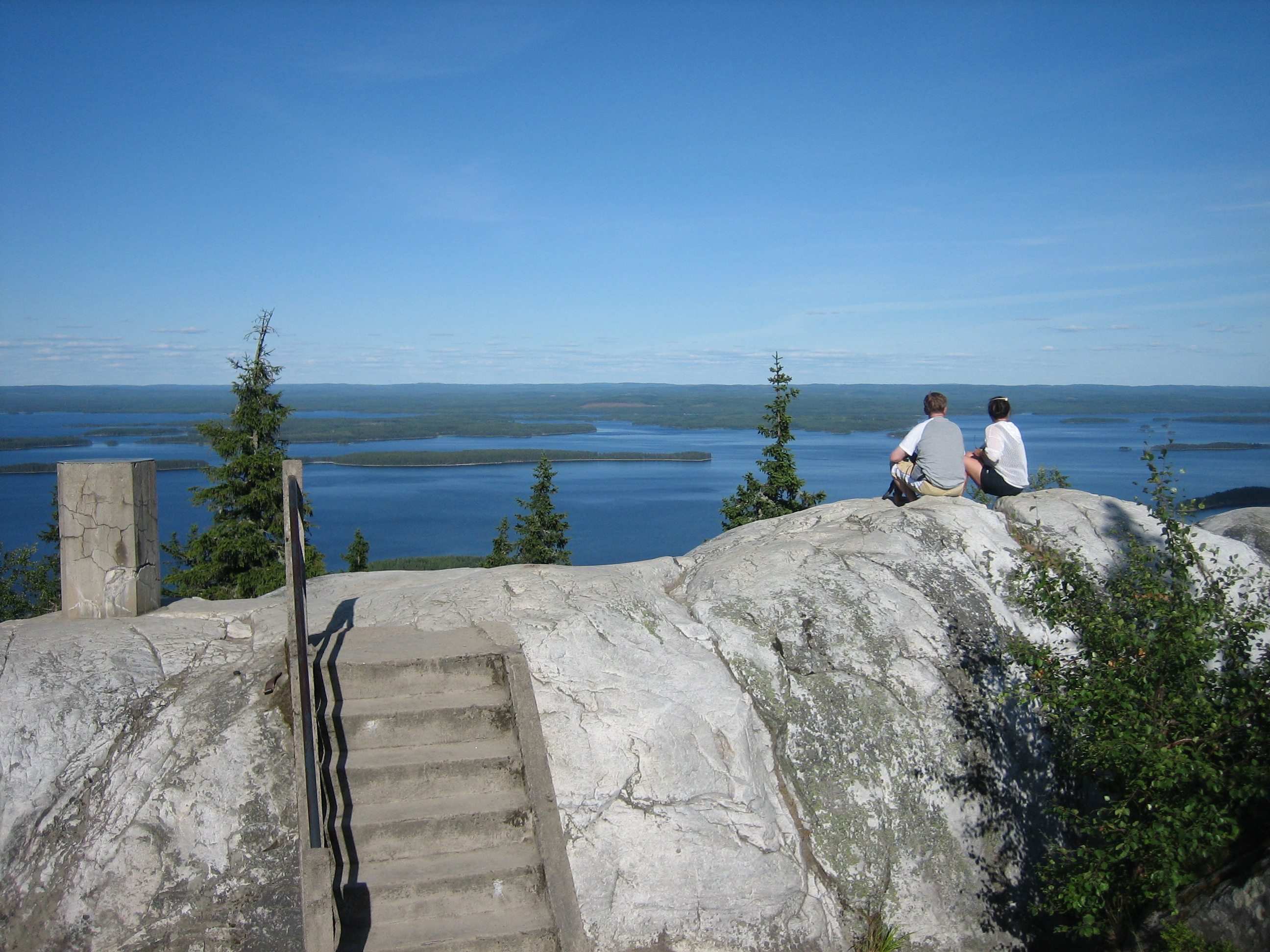
北カレリアのコリ国立公園

## 自治体
北カルヤラ県には、3つの郡があり、その下に14の自治体がある。
| ヨエンスー郡: - イロマンツィ (Ilomantsi) - ヨエンスー (Joensuu) - ユーカ (Juuka) - コンティオラハティ (Kontiolahti) - リペリ (Liperi) - オウトクンプ (Outokumpu) - ポルヴィヤルヴィ (Polvijärvi) | 中央カルヤラ郡: - ケサラハティ (Kesälahti) - キテー (Kitee) - ラーッキュラ (Rääkkylä) - トホマヤルヴィ (Tohmajärvi) ピエリセン・カルヤラ郡: - リエクサ (Lieksa) - ヌルメス (Nurmes) - ヴァルティモ (Valtimo) |

## 北カルヤラ県の出身者
- ツルネン・マルテイ

## 政治
2011年のフィンランド総選挙の結果は以下のようになる
- フィンランド社会民主党  26.4%
- フィンランド中央党  26.2%
- 真のフィンランド人  23.1%
- 国民連合党  10.5%
- 緑の同盟  5.4%
- 左翼同盟  4.2%
- キリスト教民主党  2.8%